# 로레다나 제피
로레다나 제피(Loredana Zefi, 1995년 9월 1일 ~ )는 스위스의 래퍼, 인플루언서이다.

## 음반 목록
- KING LORI (2019)